# Pareuptychia lydia
Pareuptychia lydia är en fjärilsart som beskrevs av Pieter Cramer 1779. Pareuptychia lydia ingår i släktet Pareuptychia och familjen praktfjärilar. Inga underarter finns listade i Catalogue of Life.

## Bildgalleri

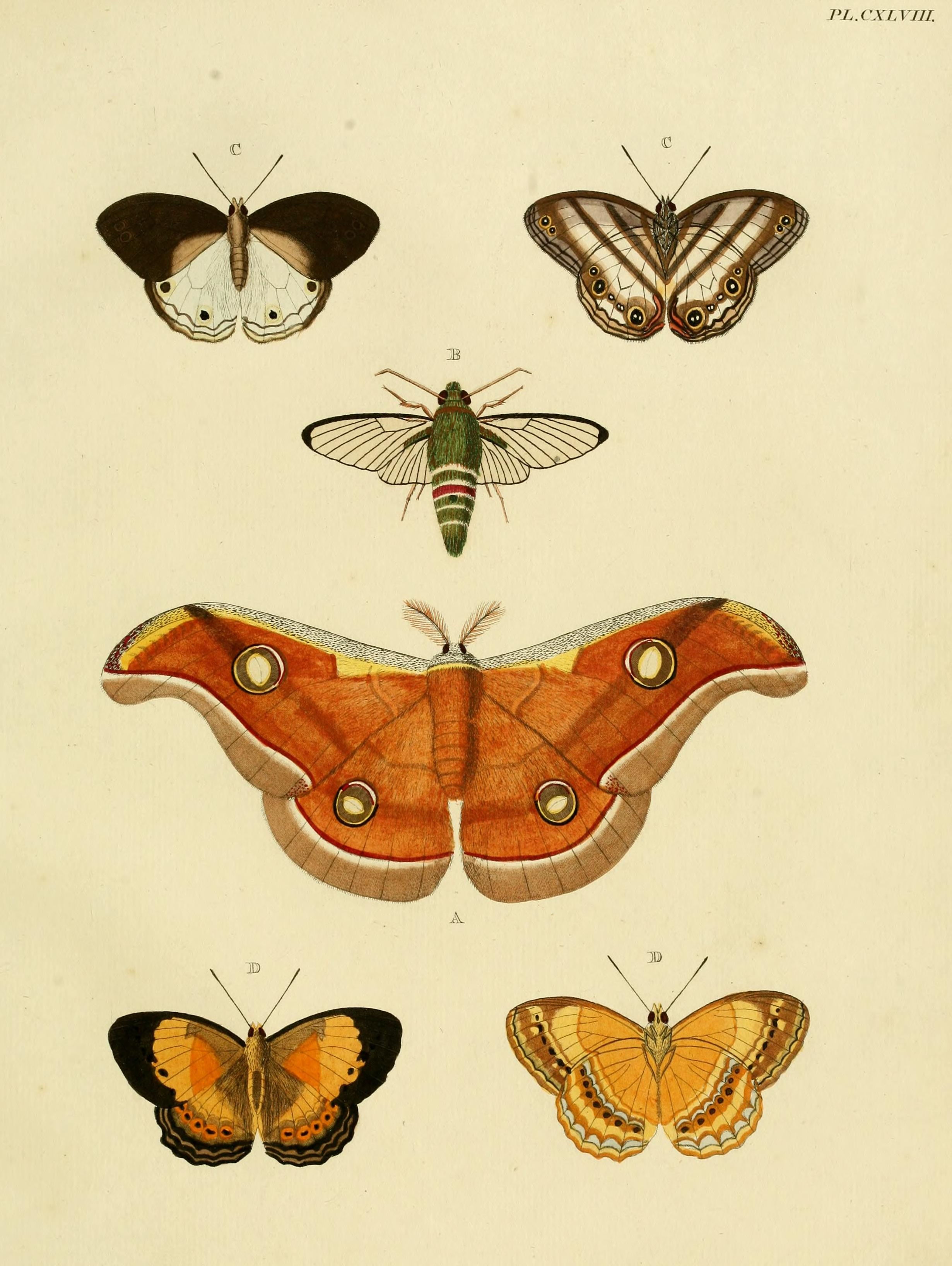
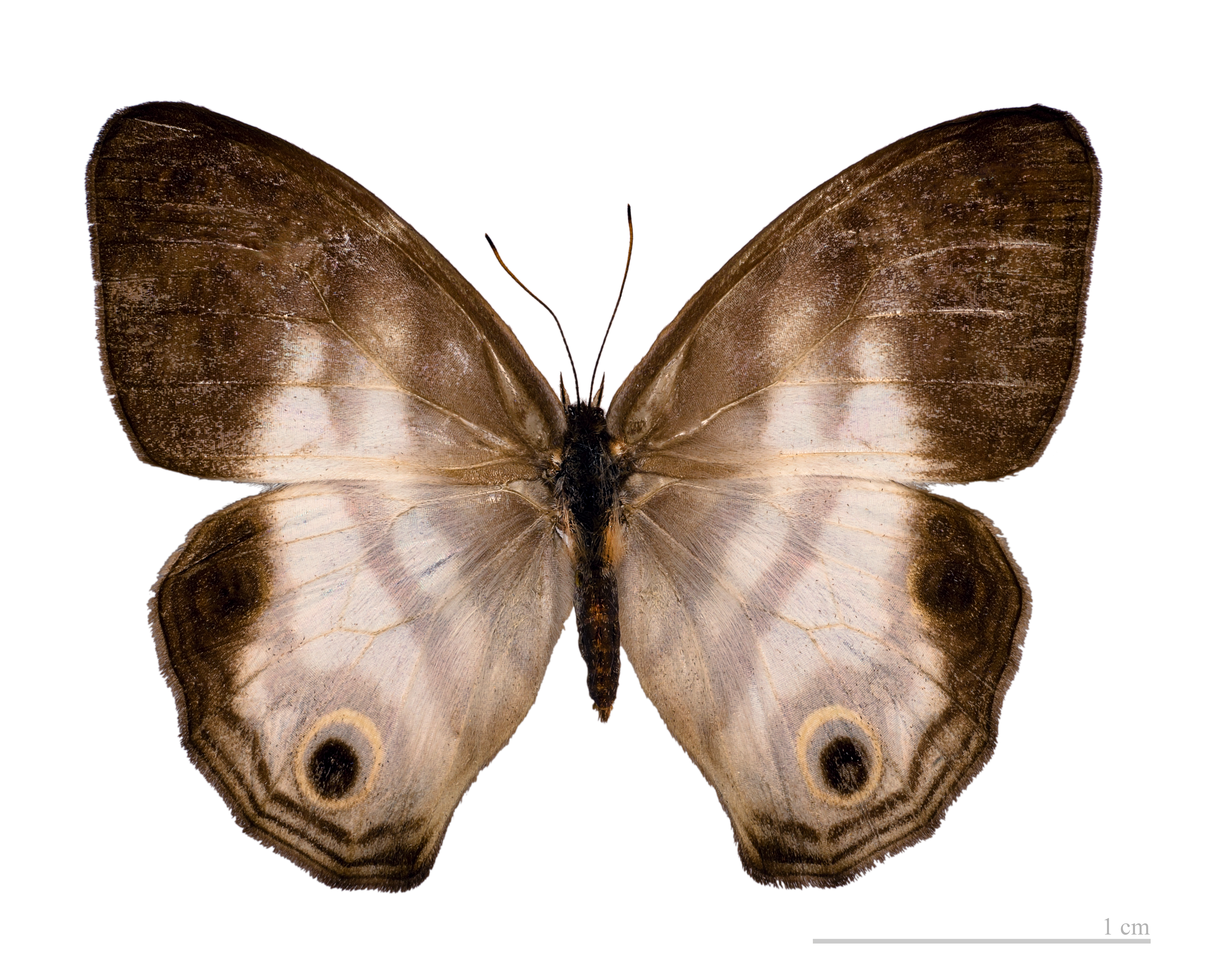
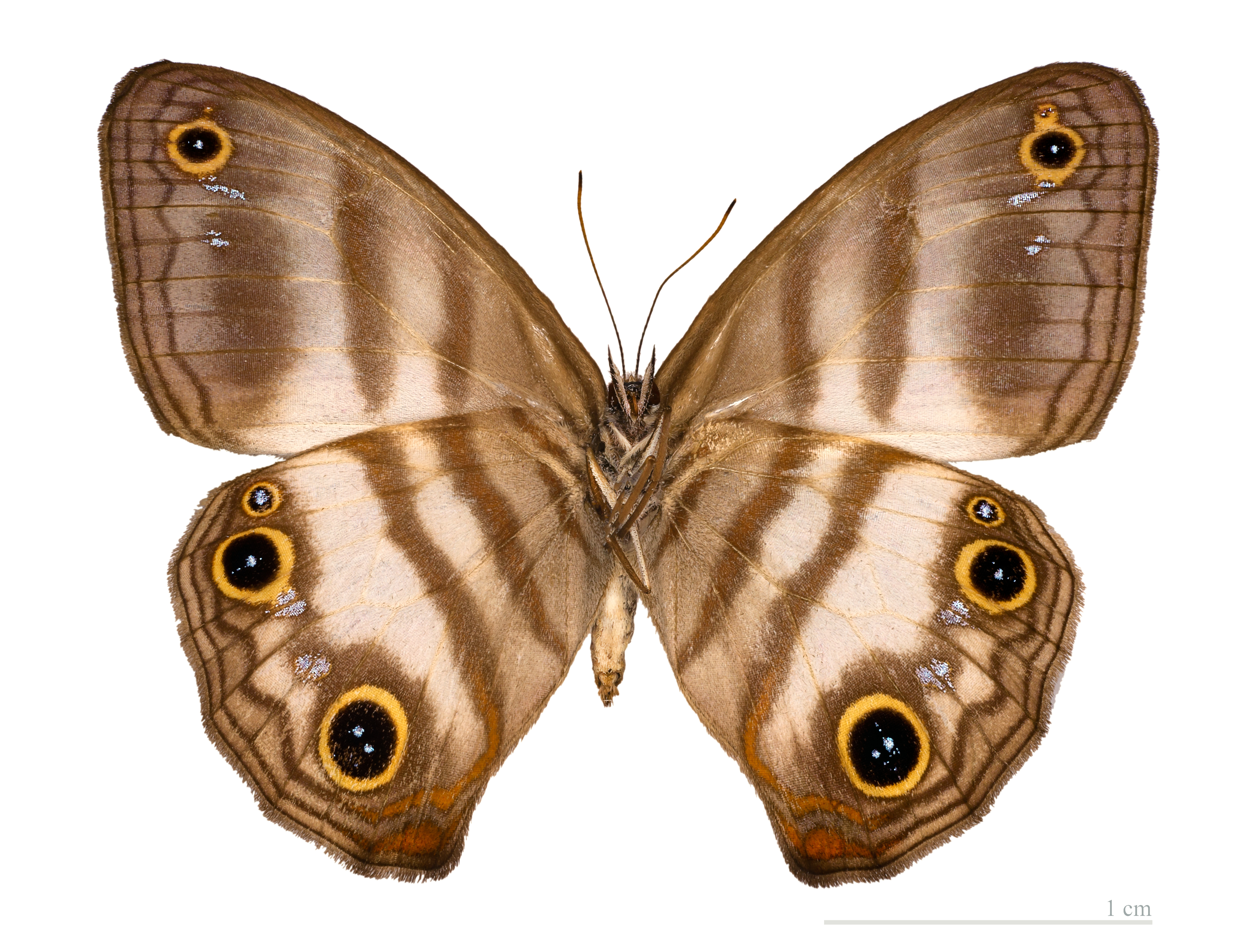